# Bắn súng tại Đại hội Thể thao Đông Nam Á 2009
Bắn súng tại Đại hội Thể thao Đông Nam Á năm 2009 được tổ chức tại Trường bắn thuộc Khu phức hợp Thể thao Quốc gia, thành phố Viêng Chăn, Lào, từ ngày 10 đến ngày 18 tháng 12 năm 2009. Các nội dung thi đấu bao gồm: súng hơi 10 m (Air Pistol, Air Rifle, Running Target), súng ngắn (Pistol), súng trường nằm (Prone), bắn Skeet và Trap, với cả nội dung cá nhân và đồng đội cho cả nam và nữ.
Đoàn thể thao Việt Nam và Thái Lan lần lượt dẫn đầu bảng tổng sắp với số huy chương vàng là 11 và 10.

## Bảng huy chương
| Hạng               | Đoàn               | Vàng | Bạc | Đồng | Tổng số |
| ------------------ | ------------------ | ---- | --- | ---- | ------- |
| 1                  | Việt Nam (VIE)     | 11   | 12  | 8    | 31      |
| 2                  | Thái Lan (THA)     | 10   | 8   | 12   | 30      |
| 3                  | Singapore (SIN)    | 6    | 5   | 5    | 16      |
| 4                  | Lào (LAO)          | 3    | 1   | 1    | 5       |
| 5                  | Myanmar (MYA)      | 2    | 1   | 0    | 3       |
| 6                  | Indonesia (INA)    | 1    | 1   | 3    | 5       |
| 7                  | Philippines (PHI)  | 1    | 0   | 0    | 1       |
| 8                  | Malaysia (MAS)     | 0    | 6   | 5    | 11      |
| Tổng số (8 đơn vị) | Tổng số (8 đơn vị) | 34   | 34  | 34   | 102     |

## Tóm tắt kết quả

### Nam
| Nội dung                                   | Vàng                                                          | Bạc                                                                       | Đồng                                                                         |
| ------------------------------------------ | ------------------------------------------------------------- | ------------------------------------------------------------------------- | ---------------------------------------------------------------------------- |
| 10 m súng ngắn hơi cá nhân                 | Hoàng Xuân Vinh · Việt Nam                                    | Poh Lip Meng · Singapore                                                  | Adisak Saleenosak · Thái Lan                                                 |
| 10 m súng ngắn hơi đồng đội                | Singapore · Gai Bin · Nigel Lim · Poh Lip Meng                | Việt Nam · Hoàng Xuân Vinh · Nguyễn Mạnh Tường · Trần Quốc Cường          | Thái Lan · Adisak Saleenosak · Kanitpong Gongkum · Noppadon Sutiviruch       |
| 25 m súng ngắn bắn chậm cá nhân            | Nguyễn Mạnh Tường · Việt Nam                                  | Phạm Cao Sơn · Việt Nam                                                   | Prakarn Karndee · Thái Lan                                                   |
| 25 m súng ngắn bắn chậm đồng đội           | Việt Nam · Hoàng Xuân Vinh · Nguyễn Mạnh Tường · Phạm Cao Sơn | Thái Lan · Opas Ruengpanyawut · Prakarn Karndee · Pruet Sriyaphan         | Singapore · Gai Bin · On Shaw Ming · Poh Lip Meng                            |
| 25 m súng ngắn bắn nhanh cá nhân           | Nathaniel Padilla · Philippines                               | Hasli Izwan · Malaysia                                                    | Phạm Cao Sơn · Việt Nam                                                      |
| 25 m súng ngắn bắn nhanh đồng đội          | Việt Nam · Hà Minh Thành · Phạm Anh Đạt · Phạm Cao Sơn        | Malaysia · Hafiz Salih · Hasli Izwan · Khalel Abdullah                    | Thái Lan · Pongpol Kulchairattana · Pruet Sriyaphan · Vorapol Kulchairattana |
| 25 m súng ngắn tiêu chuẩn cá nhân          | Prakarn Karndee · Thái Lan                                    | Gai Bin · Singapore                                                       | Phạm Cao Sơn · Việt Nam                                                      |
| 25 m súng ngắn tiêu chuẩn đồng đội         | Thái Lan · Prakarn Karndee · Pongpol Kulchairattana ·         | Việt Nam · Nguyễn Mạnh Tường · Phạm Anh Đạt · Phạm Cao Sơn                | Singapore · Gai Bin · On Shaw Ming · Poh Lip Meng                            |
| 50 m súng ngắn cá nhân                     | Pongpol Kulchairattana · Thái Lan                             | Gai Bin · Singapore                                                       | Nguyễn Mạnh Tường · Việt Nam                                                 |
| 50 m súng ngắn đồng đội                    | Singapore · Poh Lip Meng · Gai Bin · Nigel Lim                | Việt Nam                                                                  | Thái Lan                                                                     |
|                                            |                                                               |                                                                           |                                                                              |
| 10 m súng trường hơi cá nhân               | Zhang Jin · Singapore                                         | Jonathan Koh · Singapore                                                  | Varavut Majchacheep · Thái Lan                                               |
| 10 m súng trường hơi đồng đội              | Singapore · Zhang Jin · Jonathan Koh · Ong Jun Hong           | Thái Lan · Pongsakorn Kaewja · Thanaphat Thananchai · Varavut Majchacheep | Việt Nam · Phạm Ngọc Thanh · Nguyễn Duy Hoàng · Trần Văn Thảo                |
| 50 m súng trường nằm bắn cá nhân           | Linn Aung · Myanmar                                           | Aung Nyein Ni · Myanmar                                                   | Phạm Ngọc Thanh · Việt Nam                                                   |
| 50 m súng trường nằm bắn đồng đội          | Myanmar · Aung Nyein Ni · Aung Thuya · Linn Aung              | Việt Nam · Nguyễn Duy Hoàng · Phạm Ngọc Thanh · Vũ Thành Hưng             | Singapore · Kasmijan Kimin · Ong Jun Hong · Zhang Jin                        |
| 50 m súng trường ba tư thế cá nhân         | Phạm Ngọc Thanh · Việt Nam                                    | Vũ Thành Hưng · Việt Nam                                                  | Tevarit Majchacheep · Thái Lan                                               |
| 50 m súng trường ba tư thế đồng đội        | Việt Nam · Nguyễn Duy Hoàng · Phạm Ngọc Thanh · Vũ Thành Hưng | Malaysia · Mohd Hadafi · Mohd Nurrahimin · Muhamad Zubair                 | Thái Lan · Komkrit Kongnamchok · Tevarit Majchacheep · Varavut Majchacheep   |
|                                            |                                                               |                                                                           |                                                                              |
| 10 m bắn mục tiêu di động cá nhân          | Ngô Hữu Vượng · Việt Nam                                      | Nguyễn Văn Tùng · Việt Nam                                                | Yoshie Augusta Akbar · Indonesia1                                            |
| 10 m bắn mục tiêu di động đồng đội         | Việt Nam · Đỗ Đức Hùng · Ngô Hữu Vượng · Nguyễn Văn Tùng      | Thái Lan · Mongkonchai Meechu · Saramon Jareangchit · Witsanu Klomjai     | Indonesia · Gunawan · Masruri · Yoshie Augusta Akbar                         |
| 10 m bắn mục tiêu di động hỗn hợp          | Ngô Hữu Vượng · Việt Nam                                      | Nguyễn Văn Tùng · Việt Nam                                                | Witsanu Klomjai · Thái Lan                                                   |
| 10 m bắn mục tiêu di động hỗn hợp đồng đội | Việt Nam · Đỗ Đức Hùng · Ngô Hữu Vượng · Nguyễn Văn Tùng      | Thái Lan · Mongkonchai Meechu · Saramon Jareangchit · Witsanu Klomjai     | Indonesia · Gunawan · Masruri · Yoshie Augusta Akbar                         |

Ghi chú: 
1. Đỗ Đức Hùng của Việt Nam cán đích ở vị trí thứ ba, tuy nhiên huy chương đồng đã được trao cho Yoshie Augusta của Indonesia do quy định không cho phép một quốc gia giành trọn cả ba huy chương trong một nội dung thi đấu.

### Nữ
| Nội dung                                   | Vàng                                                                                 | Bạc                                                                         | Đồng                                                                            |
| ------------------------------------------ | ------------------------------------------------------------------------------------ | --------------------------------------------------------------------------- | ------------------------------------------------------------------------------- |
| 10 m súng ngắn hơi cá nhân                 | Tanyaporn Prucksakorn · Thái Lan                                                     | Bibiana Ng · Malaysia                                                       | Wanwarin Yusawat · Thái Lan                                                     |
| 10 m súng ngắn hơi đồng đội                | Thái Lan · Nerissa Yoksuwan · Tanyaporn Prucksakorn · Wanwarin Yusawat               | Việt Nam · Bùi Thị Thuý Hạnh · Đặng Lê Ngọc Mai · Phạm Thị Hà               | Malaysia · Bibiana Ng · Joseline Cheah · Masitah                                |
| 25 m súng ngắn cá nhân                     | Tanyaporn Prucksakorn · Thái Lan                                                     | Bibiana Ng · Malaysia                                                       | Phạm Thị Hà · Việt Nam                                                          |
| 25 m súng ngắn đồng đội                    | Thái Lan · Nerissa Yoksuwan · Piyathip Ruengpanyawut · Tanyaporn Prucksakorn         | Việt Nam · Bùi Thị Thuý Hạnh · Đặng Lê Ngọc Mai · Phạm Thị Hà               | Malaysia · Bibiana Ng · Joseline Cheah · Masitah                                |
|                                            |                                                                                      |                                                                             |                                                                                 |
| 10 m súng trường hơi cá nhân               | Goh Jia Yi · Singapore                                                               | Thanyalak Chotphibunsin · Thái Lan                                          | Nur Ayuni Farhana · Malaysia                                                    |
| 10 m súng trường hơi đồng đội              | Thái Lan · Thanyalak Chotphibunsin · Sirijit Khongnil · Sasithorn Hongprasert        | Malaysia · Shahera Rahim Raja · Nur Ayuni Farhana Halim · Nur Suryani Taibi | Singapore · Goh Jia Yi · Haw Siew Peng · Aqilah Sudhir                          |
| 50 m súng trường nằm bắn cá nhân           | Erlinawati Chalid · Indonesia                                                        | Vitchuda Pichitkanjanakul · Thái Lan                                        | Đàm Thị Nga · Việt Nam                                                          |
| 50 m súng trường nằm bắn đồng đội          | Thái Lan · Sununta Majchacheep · Thanyalak Chotphibunsin · Vitchuda Pichitkanjanakul | Indonesia · Erlinawati Chalid · Maharani Ardy · Rachma Saraswati            | Malaysia · Muslifah Zulkifli · Nor Ain Ibrahim · Nur Suryani Taibi              |
| 50 m súng trường ba tư thế cá nhân         | Jasmine Ser · Singapore                                                              | Sununta Majchacheep · Thái Lan                                              | Aqilah Sudhir · Singapore                                                       |
| 50 m súng trường ba tư thế đồng đội        | Thái Lan · Sasithorn Hongprasert · Sirijit Khongnil · Sununta Majchacheep            | Singapore · Aqilah Sudhir · Jasmine Ser · Lim Chea Rong                     | Malaysia · Muslifah Zulkifli · Nur Suryani Taibi · Shahera Rahim Raja           |
|                                            |                                                                                      |                                                                             |                                                                                 |
| 10 m bắn mục tiêu di động cá nhân          | Khamlar Xaiyavong · Lào                                                              | Thidarat Attakit · Thái Lan                                                 | Nguyên Thị Lệ Quyên · Việt Nam                                                  |
| 10 m bắn mục tiêu di động đồng đội         | Lào · Hongkham Xayyalath · Khamlar Xaiyavong · Phoutsady Phommachan                  | Việt Nam · Cù Thị Thanh Tú · Đặng Hồng Hà · Nguyên Thị Lệ Quyên             | Thái Lan · Chutima Aramruang · Rinlaphat Phatthanachaicharat · Thidarat Attakit |
| 10 m bắn mục tiêu di động hỗn hợp          | Khamlar Xaiyavong · Lào                                                              | Đặng Hồng Hà · Việt Nam                                                     | Hongkham Xayyalath · Lào                                                        |
| 10 m bắn mục tiêu di động hỗn hợp đồng đội | Việt Nam · Cù Thị Thanh Tú · Đặng Hồng Hà · Nguyên Thị Lệ Quyên                      | Lào · Hongkham Xayyalath · Khamlar Xaiyavong · Phoutsady Phommachan         | Thái Lan · Manassanant M · Rinlaphat Phatthanachaicharat · Thidarat Attakit     |